# Tusen och en natt (film, 1974)
Tusen och en natt (italienska: Il fiore delle Mille e una notte, "Tusen och en natts blommor") är en italiensk äventyrsfilm från 1974, i regi av Pier Paolo Pasolini. Den bygger på ett antal berättelser ur den medeltida sagosamlingen Tusen och en natt, med särskilt fokus på erotik och dråplig humor. Filmen har en ramhandling där en ung man har kommit ifrån sin slavinna tillika älskarinna, och de både stöter på en mängd människor och berättelser medan de letar efter varandra.
Filmen tilldelades Juryns stora specialpris vid Filmfestivalen i Cannes 1974. Den hade svensk premiär 9 januari 1975.

## Medverkande
- Ninetto Davoli som Aziz
- Tessa Bouché som Aziza
- Franco Citti som demonen
- Franco Merli som Nur ed-Din
- Ines Pellegrini som Zumurrud
- Alberto Argentino som Shahzamàn
- Francesco Paolo Governale som Tagi
- Salvatore Sapienza som Yunàn
- Abadit Ghidei som Dúnya